# 東京宝塚ビル
東京宝塚ビル（とうきょうたからづかビル）は、東京都千代田区有楽町（日比谷地区）に所在する映画館、劇場、オフィスからなる複合高層ビル。

## 概要
都心の一等地であるが比較的狭隘な東京宝塚劇場跡地に複合建築物を実現するため、映画館を地階に、劇場を31mまでの低層部にと上下に配置し、低層部を2面の道路境界からそれぞれ、18m、12mセットバックさせることで高層部に最大限のオフィス空間（12フロア）を確保。さらにオフィス用エレベーター5台をリニアに配置することで2000席の劇場の実現が図られた。こうした多用途大空間の重層化を企図するためにメガストラクチャー構造が採用され、同時に劇場・映画館の遮音対策にも十分配慮された計画となっている。
総工費は230億円（東京宝塚ビル全体と劇場設備）。

### 外装
宝塚歌劇団の若さと躍動感、上昇の勢いを表現した「ライジング・ステップ」というビルのコンセプトをもとに、高層部コーナーに塔を設けて都市のランドマークとし、全体が塔に向けて階段状に上昇していくシルエットが形づくられた。さらに外壁には淡いパープル色のタイルと柔らかなベージュ色の塗装を用いて、優しさや華やかさ、気品といったものも併せて表現されている。また劇場ファサードは彫りの深い繊細なリズムの壁面構成とすることで「幕」をイメージさせるようにし、全体を劇場のプロセニアム・アーチに見立てた。

## 施設構成

### 映画館
地下2階に日比谷スカラ座1・2の2館体制で開設され、2005年（平成17年）4月1日、東宝会館地下1階にあったみゆき座の閉館に伴い、スカラ座2はみゆき座の名称を継承した。これを受けスカラ座1はスカラ座となった。2009年（平成21年）2月3日、2館はTOHOシネマズみゆき座、TOHOシネマズスカラ座にそれぞれ名称を改めた。
2018年（平成30年）3月に開業する東京ミッドタウン日比谷にTOHOシネマズ日比谷が併設されることに併せ、TOHOシネマズみゆき座、TOHOシネマズスカラ座は改装の上でTOHOシネマズ日比谷に合併、一体運営されることになった。これによって、スカラ座はTOHOシネマズ日比谷 SCREEN12、みゆき座はTOHOシネマズ日比谷 SCREEN13となった。

### 東京宝塚劇場
1～6階部分に入る劇場で21世紀最初の日に当たる 2001年（平成13年）1月1日にオープンした。阪急電鉄に賃貸された宝塚歌劇団専用の劇場として、舞台のサイズ、設備等のシステムは、宝塚大劇場と同等になっているが、客席数ではこちらが約500席少なくなっており、客席数の最大限確保と楽屋配置などの関係から3階が主階席とされた。全体的に宝塚らしい華やぎのあるデザインや色彩でまとまられているが、絨毯の地の色に旧劇場の色を用いるなど記憶の継承にも配慮され、リニューアルオープンを契機に元花組トップの甲にしきこと小川甲子が支配人に起用された。
2011年（平成23年）3月3日に来場者数が1,000万人を達成し、記念セレモニーが執り行われた。リニューアルから10年間の通算公演回数は約4,800回、通算客席稼働率は100%以上となっている。
2022年（令和4年）2月、客席リニューアル工事を行う。客席数は14席増やし、2,079席となった（車いすスペース除く）。
管理・運営・製作は、当劇場、宝塚大劇場ともに阪急電鉄から分社された宝塚舞台が行っている。

### オフィスフロア
7階～18階がオフィスフロアとなり、当時は不況の時代だったが開業前に全て埋まる活況を呈した。1フロア約340坪の貸室空間には、従来より一回り大きい3.6Mモジュールを採用し、より自由度の高いレイアウトを可能にした。また建物南東角にはリフレッシュコーナーを設け、都市のパノラマが楽しめるよう配慮されている。
テナント
- 7F 学情
- 8F パーキングマーケット、エヌケービー
- 9F エヌケービー
- 10F 丸紅エアロスペース
- 11F 阪急阪神不動産
- 12F 日鉄鋼管
- 14F 三菱商事ライフサイエンス
- 15F 日本映画放送
- 16F インフォアジャパン
- 17F 光陽国際特許事務所
- 18F CDG

## 沿革
- 2000年
  - 12月14日：ビルの竣工式が行われる[5]。
  - 12月16日：地下1階に「日比谷スカラ座1・2」開場。スカラ座1のこけら落としは『シックス・デイ』（ロジャー・スポティスウッド監督）。
- 2001年
  - 1月1日：東京宝塚劇場がオープン。
  - 7月20日：スカラ座1にて『千と千尋の神隠し』（宮崎駿監督）封切。半年に及ぶロングランを記録した。
- 2005年4月1日：旧東宝会館地下1階にあった日比谷みゆき座の閉館に伴い、スカラ座2がみゆき座に改称。これに伴いスカラ座1が「スカラ座」に戻る。
- 2006年10月1日：映画館の運営がTOHOシネマズに移管される。
- 2009年2月3日：館名を「TOHOシネマズスカラ座」「TOHOシネマズみゆき座」に改称。
- 2011年2月5日～2013年2月15日： TOHOシネマズみゆき座にて『午前十時の映画祭』を開催する。
- 2018年
  - 2月23日：スカラ座で『祈りの幕が下りる時』（福澤克雄監督）とみゆき座で「パディントン2」（ポール・キング監督）を最後に営業を終了。
  - 3月29日：東京ミッドタウン日比谷が開業し、スカラ座、みゆき座がTOHOシネマズ日比谷の一部となる。

## 受賞歴
- 2001年度グッドデザイン賞[8]。
- JCDデザイン賞2001 奨励賞。

## 交通アクセス
- JR山手線・京浜東北線、東京メトロ有楽町線 有楽町駅（日比谷口）より徒歩5分
- 東京メトロ日比谷線・東京メトロ千代田線・都営地下鉄三田線 - 日比谷駅（A5出口またはA13出口）